# Мануэль Мартинес Валеро (стадион)
Мануэль Мартинес Валеро (вал. Estadi Martínez Valero, исп. Estadio Manuel Martínez Valero) — футбольный стадион, расположенный в городе Эльче (Испания). Вместимость стадиона составляет 33 732 зрителя. Стадион Мартинес Валеро — домашняя арена футбольного клуба «Эльче» с 1976 года. Также на этом стадионе проводит свои матчи Сборная Испании по футболу.

## История
Стадион Мануэль Мартинес Валеро был открыт 8 сентября 1976 года и заменил прежнюю арену Кампо де Альтабикс, возведённую в 1926 году, вмещавшую 15 000 зрителей и также служившую домашним стадионом для футбольного клуба «Эльче». Архитектором же нового стадиона выступил Хуан Боикс Матарредона. Первоначально арена носила название Нуэво Эстадио дель Эльче (исп. Nuevo Estadio del Elche C.F.), а в 1988 году она была переименована в честь президента ФК Эльче Мануэля Мартинеса Валеро.
В матче же открытия (8 сентября 1976 года) «Эльче» сыграл вничью 3:3 со сборной Мексики. Авторами голов у хозяев стали Финаролли и аргентинцы Роберто Орельяна и Хуан Гомес Вольино.
Стадион был включён в число 17, принимавших у себя матчи чемпионата мира по футболу 1982. На нём прошли три игры. В том числе здесь состоялся матч сборных Венгрии и Сальвадора, завершившийся с рекордным для мирового первенства счётом 10:1 в пользу европейцев.
28 июня 2003 года на Мартинесе Валеро прошёл финал Кубка Испании по футболу, в котором «Мальорка» разгромила «Рекреативо» со счётом 3:0 и стала обладателем трофея. Сборная Испании провела на стадионе пять матчей и во всех выиграла.
Летом 2013 года Мартинес Валеро был впервые подвергнут серьёзной реконструкции. Был кардинально изменён фасад, переоборудованы служебные помещения, заменены сидения и так далее. Стоимость работ составила более двух миллионов евро.

## Матчи чемпионата мира 1982
На стадионе проводились игры чемпионата мира по футболу 1982 года:
| 15 июня 1982 21:00 | \| Венгрия \| 10:1 Протокол \| Сальвадор \| \| Тибор Ньилаши 4', 83' Габор Пёлёшкеи 11' Ласло Фазекаш 24', 54 Йожеф Тот 51' Ласло Кишш 69', 72', 76 Лазар Сентеш 71' \| Голы \| Луис Рамирес 64' \| | Судья: Ибрахим Юссеф Аль-Дой Зрителей: 23 000 |
| Венгрия | 10:1 Протокол | Сальвадор                                     |
| Тибор Ньилаши 4', 83' Габор Пёлёшкеи 11' Ласло Фазекаш 24', 54 Йожеф Тот 51' Ласло Кишш 69', 72', 76 Лазар Сентеш 71' | Голы | Луис Рамирес 64'                              |

| 19 июня 1982 21:00 | \| Бельгия \| 1:0 Протокол \| Сальвадор \| \| Людо Кук 19' \| Голы \| \| | Судья: Мальком Моффэтт Зрителей: 15 000 |
| Бельгия            | 1:0 Протокол                                                             | Сальвадор                               |
| Людо Кук 19'       | Голы                                                                     |                                         |

| 22 июня 1982 21:00    | \| Бельгия \| 1:1 Протокол \| Венгрия \| \| Алекс Чернятински 76' \| Голы \| Йожеф Варга 27' \| | Судья: Клайв Уайт Зрителей: 37 000 |
| Бельгия               | 1:1 Протокол                                                                                    | Венгрия                            |
| Алекс Чернятински 76' | Голы                                                                                            | Йожеф Варга 27'                    |